# Магнитное реле
Магнитное реле (англ. magnetic relay) - реле, которое реагирует на изменение магнитных величин (напряженности магнитного поля, магнитной индукции, магнитного потока) или магнитных характеристик материалов (магнитной проницаемости, остаточной магнитной индукции, кэрцитивной силы и т.п.).
В магнитных реле построенных на электрическом принципе, в контролируемом магнитном поле вращается якорь, ось которого перпендикулярна направлению магнитного поля. Получаемый постоянный (если якорь имеет коллектор) или переменный (если якорь имеет кольца) ток проходит через электрическое реле, срабатывающее при достижении магнитным полем заданного значения. 
В других типах магнитных реле используется изменение магнитной проницаемости ферромагнитных материалов в переменном магнитном поле при подмагничивании их постоянным магнитным потоком различной величины. Воспринимающие элементы таких магнитных реле (т.н. зонды) на выходе дают ЭДС переменного тока основной или двойной частоты (в зависимости от схемы), пропорциональную величине напряженности контролируемого магнитного поля. После усиления полученное напряжение подводится к электрическому реле. 
Так же используются магнитные реле, использующие изменение сопротивления (эффект Гаусса) или появление ЭДС Холла в полупроводниковой пластинке в зависимости от значения магнитной индукции, проходящей через плоскость пластинки. 
Частным случаем магнитного реле является геркон у которого контакты выполненные из ферромагнитного материала изменяют состояние под действием внешнего магнитного поля  